# Ivan Kunetka
Ivan Kunetka (* 22. září 1961) je český kameník a politik, v letech 2012 až 2016 zastupitel Libereckého kraje, dlouholetý zastupitel města Turnova, člen Strany zelených (v minulosti též člen Občanského hnutí a US-DEU).

## Život
Živí se jako živnostník - kameník v oboru čištění, renovace a restaurování kamene.
Ivan Kunetka je rozvedený, má jednoho syna. Žije v Turnově, konkrétně v místní části Daliměřice. Mezi jeho koníčky patří divadlo, dále pak četba a horolezectví.

## Politické působení
V minulosti byl členem Občanského hnutí, resp. Svobodných demokratů a později i US-DEU (předsedal straně v Libereckém kraji). Po zániku US-DEU vstoupil do Strany zelených, v prosinci 2014 však členství kvůli vnitřním sporům v krajské organizaci přerušil.
Do politiky vstoupil, když byl v komunálních volbách v roce 1994 zvolen jako člen Svobodných demokratů (OH) na kandidátce ČSSD do Zastupitelstva města Turnova. Ve volbách v roce 1998 se mu mandát jako nestraníkovi za US-DEU obhájit nepodařilo. Neuspěl ani v roce 2002 již jako člen US-DEU. Do zastupitelstva se tak vrátil až s volbami 2006, kdy kandidoval jako člen US-DEU za subjekt Turnovská koalice (tj. KONS, SZ, US-DEU, ODA a ČSNS 2005). Ve volbách 2010 mandát obhájil stále jako člen US-DEU za Turnovskou koalici (tentokrát ve složení KONS, SZ a US-DEU). Také ve volbách 2014 byl zvolen, avšak již jako člen SZ za uskupení Turnov potřebuje změnu (tj. SZ a nezávislí kandidáti).
V krajských volbách v roce 2000 kandidoval jako člen US na kandidátce Čtyřkoalice (tj. KDU-ČSL, US, DEU a ODA) do Zastupitelstva Libereckého kraje, ale těsně neuspěl (stal se prvním náhradníkem). Krajským zastupitelem se nestal ani po volbách v roce 2004 (na samostatné kandidátce US-DEU), ani 2008 (jako člen US-DEU na kandidátce SOS, skončil v pozici druhého náhradníka). Poprvé se tak zastupitelem Libereckého kraje stal až po volbách v roce 2012, v nichž kandidoval jako člen SZ za subjekt Změna pro Liberecký kraj (tj. hnutí Změna a SZ). Působil také ve funkci předsedy Výboru dopravy. Ve volbách v roce 2016 již nekandidoval.
Ve volbách do České národní rady v roce 1992 kandidoval v tehdejším Východočeském kraji za Občanské hnutí, ale neuspěl. Stejně tak nebyl zvolen ve volbách do Poslanecké sněmovny PČR v roce 1996 ve Východočeském kraji za SD-LSNS.